# San Jacinto Monument

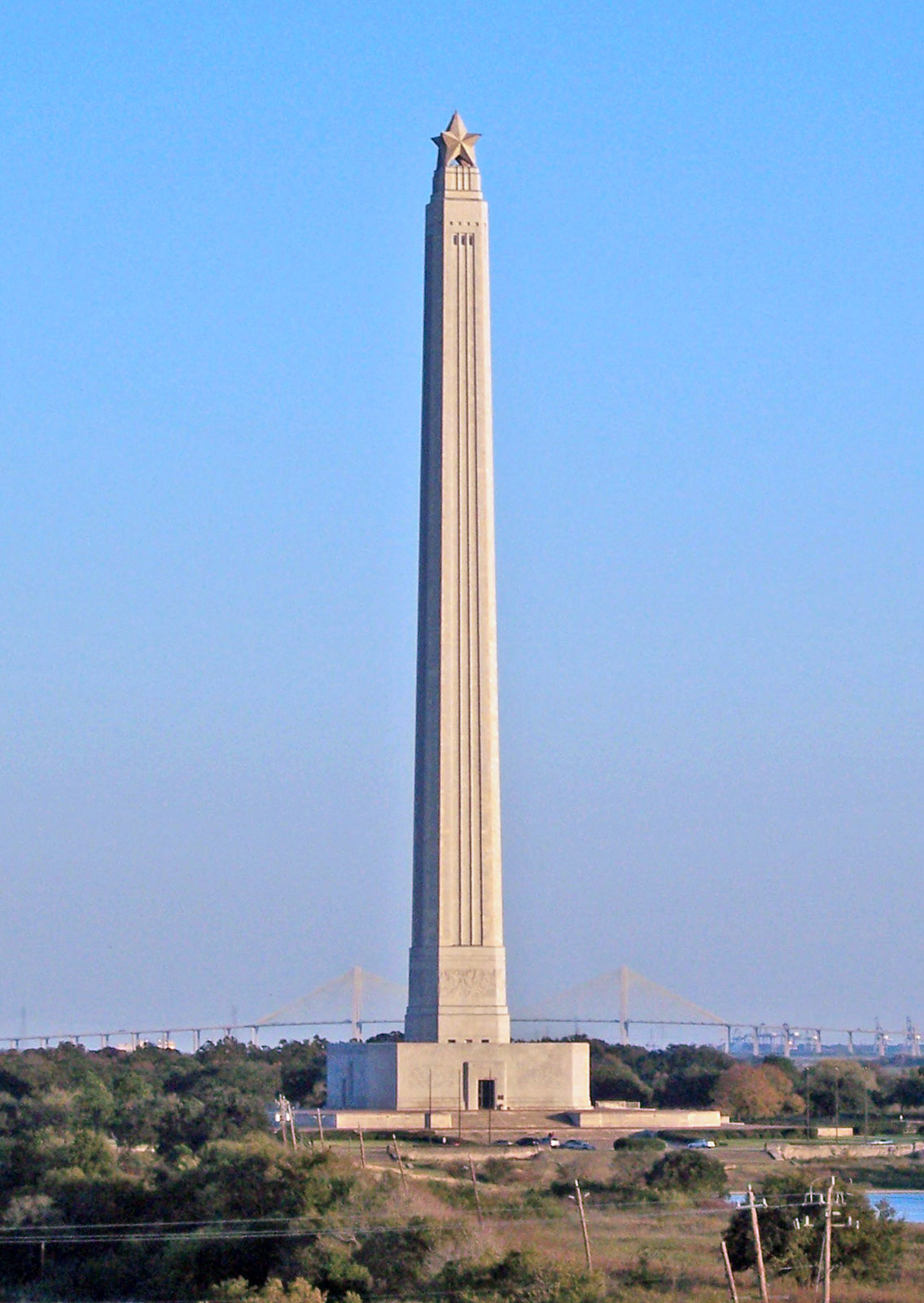
San Jacinto Monument.

Das San Jacinto Monument ist eine 173,7 Meter hohe Säule, die 1936 bis 1939 in La Porte (Texas) errichtet wurde. 

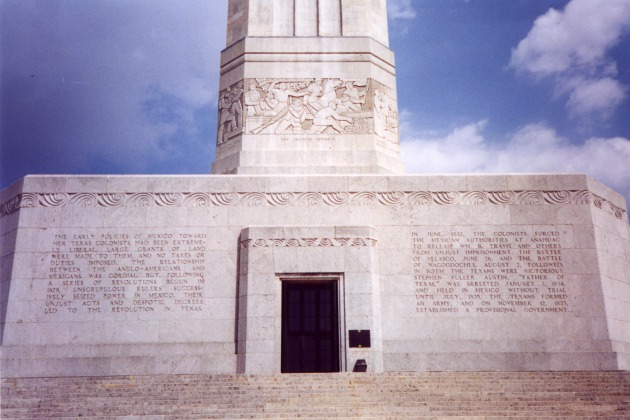
Basis des San Jacinto Monuments.

Der Entwurf stammt von dem texanischen Architekten Alfred Finn.
Das Monument, welches in seiner Bauweise an das Washington Monument erinnert, trägt auf seiner Spitze einen 220 Tonnen schweren Stern. Es erinnert an die Schlacht von San Jacinto, die entscheidende Schlacht der texanischen Revolution. Der Stern ist das Symbol des Bundesstaates Texas. Die Säule befindet sich direkt am Schiffskanal von Houston im San Jacinto Battlefield und ist das zweithöchste Monument in den USA.
Im Dezember 1960 wurde das San Jacinto Battlefield inklusive des Monuments zu einer National Historic Landmark erklärt. Im Oktober 1966 wurde der Historic District mit dem Monument als Contributing Property in das National Register of Historic Places eingetragen. 1992 hat die American Society of Civil Engineers sie in die List of Historic Civil Engineering Landmarks aufgenommen.